# Матей Юг
Матей Юг (нар. 25 вересня 1980, Любляна, Югославія) — словенський футбольний арбітр категорії ФІФА (з 2007 року).

## Кар'єра
Суддею почав працювати 2004 року. Дебютував на міжнародній арені 20 серпня 2008 року, обслуговував товариський матч між збірними Уельсу та Грузії. Судив матчі молодіжного чемпіонату Європи 2013 року (включаючи фінальний поєдинок), також судив матчі Ліги Європи УЄФА та Ліги чемпіонів УЄФА.
Долучався до матчів кваліфікаційного відбору чемпіонатів Європи 2012 та 2016 років, а також чемпіонату світу 2014 року.

## Матчі національних збірних
| Дата           | Збірні                 | Рахунок | Турнір               | ЖК | YK · YK · RK | RK |
| -------------- | ---------------------- | ------- | -------------------- | -- | ------------ | -- |
| 20 серпня 2008 | Уельс – Грузія         | 1 – 2   | Товариський матч     | 1  | 0            | 0  |
| 12 жовтня 2010 | Франція – Люксембург   | 2 – 0   | Кваліфікація ЧЄ      | 1  | 1            | 0  |
| 7 жовтня 2011  | Нідерланди – Молдова   | 1 – 0   | Кваліфікація ЧЄ      | 1  | 0            | 0  |
| 7 вересня 2012 | Азербайджан – Ізраїль  | 1 – 1   | Кваліфікація ЧС      | 4  | 0            | 0  |
| 6 червня 2013  | Іспанія – Росія        | 1 – 0   | МЧЄ 2013             | 3  | 0            | 0  |
| 12 червня 2013 | Росія – Німеччина      | 1 – 2   | МЧЄ 2013             | 6  | 0            | 1  |
| 18 червня 2013 | Іспанія – Італія       | 4 – 2   | МЧЄ 2013             | 6  | 0            | 0  |
| 14 серпня 2013 | Туреччина – Гана       | 2 – 2   | Товариський матч     | 3  | 0            | 0  |
| 11 жовтня 2013 | Мальта – Чехія         | 1 – 4   | Кваліфікація ЧС 2014 | 2  | 0            | 0  |
| 30 травня 2014 | Австрія – Ісландія     | 1 – 1   | Товариський матч     | 3  | 0            | 0  |
| 10 жовтня 2014 | Нідерланди – Казахстан | 3 – 1   | Кваліфікація ЧЄ 2016 | 4  | 0            | 1  |
| 7 червня 2015  | Хорватія – Гібралтар   | 4 – 0   | Товариський матч     | 2  | 0            | 0  |
| 13 червня 2015 | Фінляндія – Угорщина   | 0 – 1   | Кваліфікація ЧЄ 2016 | 8  | 0            | 0  |
| 11 жовтня 2016 | Чехія – Азербайджан    | 0 – 0   | Кваліфікація ЧС 2018 | 3  | 0            | 0  |
| 9 червня 2017  | Білорусь – Болгарія    | 2 – 1   | Кваліфікація ЧС 2018 | 5  | 0            | 0  |